# Antonina Bąk
Antonina Bąk (ur. 31 marca 1909 w Przysietnicy, zm. 27 kwietnia 1992 w Trepczy) – polska „Sprawiedliwa wśród Narodów Świata”. 

## Życiorys

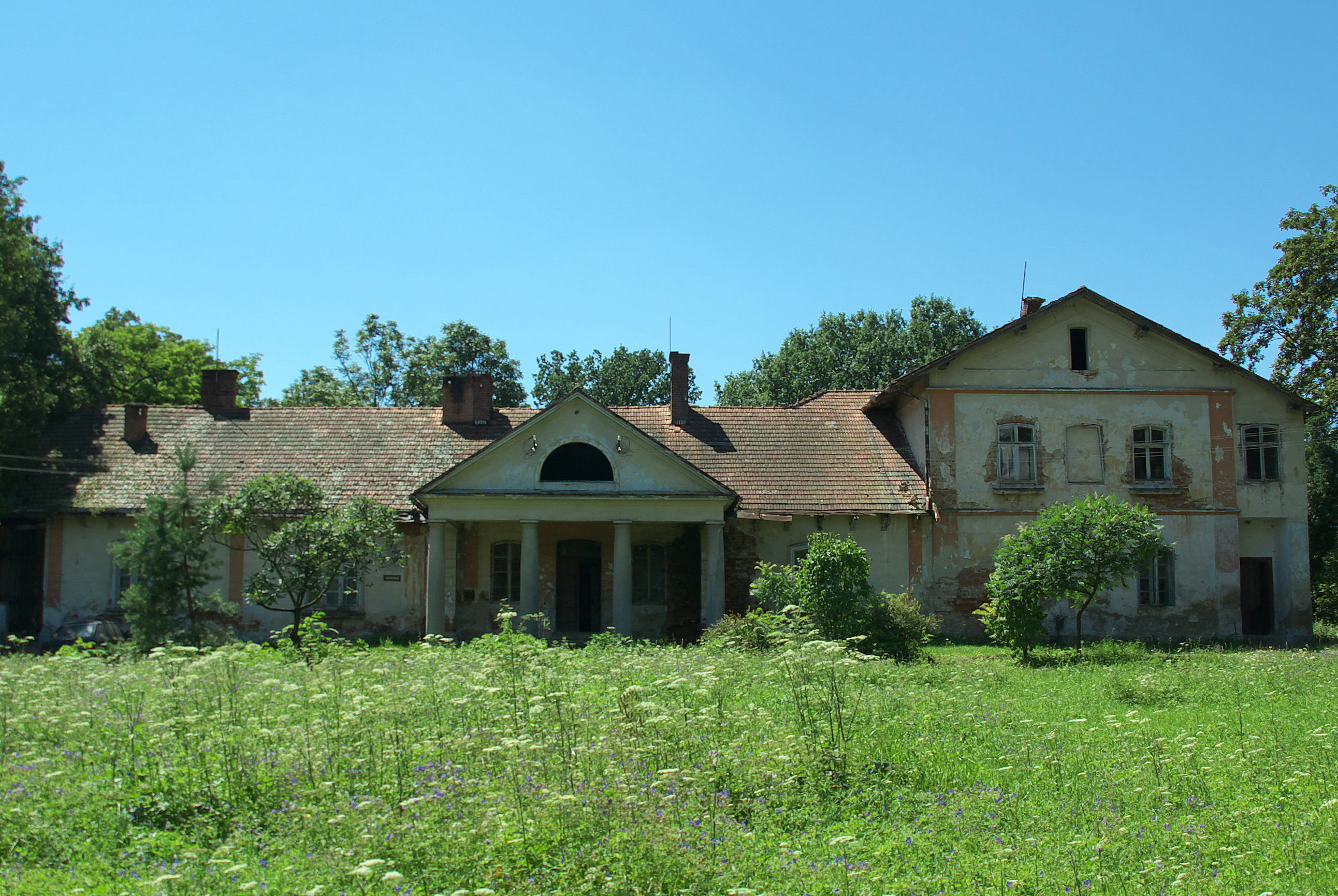
Dwór w Jurowcach (2011)

Antonina Bąk urodziła się w Przysietnicy koło Brzozowa, jako córka Szymona i Anny. Jako nastolatka podjęła się pracy jako służba w dworze w Jurowcach u Stanisława Słoneckiego, co stanowiło dla niej swego rodzaju nobilitację. Uzyskanie pracy tego typu wymagało bowiem dobrej opinii i posiadania odpowiednich umiejętności. Posiadała dwie córki: Bronisławę i Marię, które wychowywała samodzielnie.
W trakcie II wojny światowej nadal mieszkała w Jurowcach (wówczas dystrykt krakowski), gdzie zajmowała się służbą w tamtejszym dworze. Miał on już jednak także innych mieszkańców, Niemców. Nie przeszkadzało jej to nieść potrzebującym pomimo ogromnego ryzyka, które się z tym wiązało. Dostarczała żywność i inne podstawowe dobra ukrywającym się w okolicy trzem żydowskim braciom o nazwisku Iwler: Jehudzie, Zviemu i Israelowi. Cała trójka przed 1939 zamieszkiwała we wsi, jednak po jej wybuchu wojny Niemcy przenieśli ich do sanockiego getta. Udało im się zbiec i ukryć do lasu porastającego wzgórze Wroczeń, gdzie Słonecki posiadał źródło siarczane, z którego woda przed 1939 była używana przy dolegliwościach reumatycznych. Żydzi skryli się w zamaskowanej grocie. Od 1943 do lata 1944 Antonina Bąk dbała o ich zaprowiantowanie pokonując kilkukilometrową trasę. Dostarczała im od 8 do 10 bochenków chleba tygodniowo. Po wojnie o swojej pomocy mówiła niechętnie, uważając, że nie zrobiła niczego wielkiego: „Jak można było odmówić ludziom, którzy głodni, zmarznięci, przestraszeni pukali do drzwi w środku nocy…”. Mężczyźni dzięki wsparciu Antoniny przetrwali okres okupacji niemieckiej.

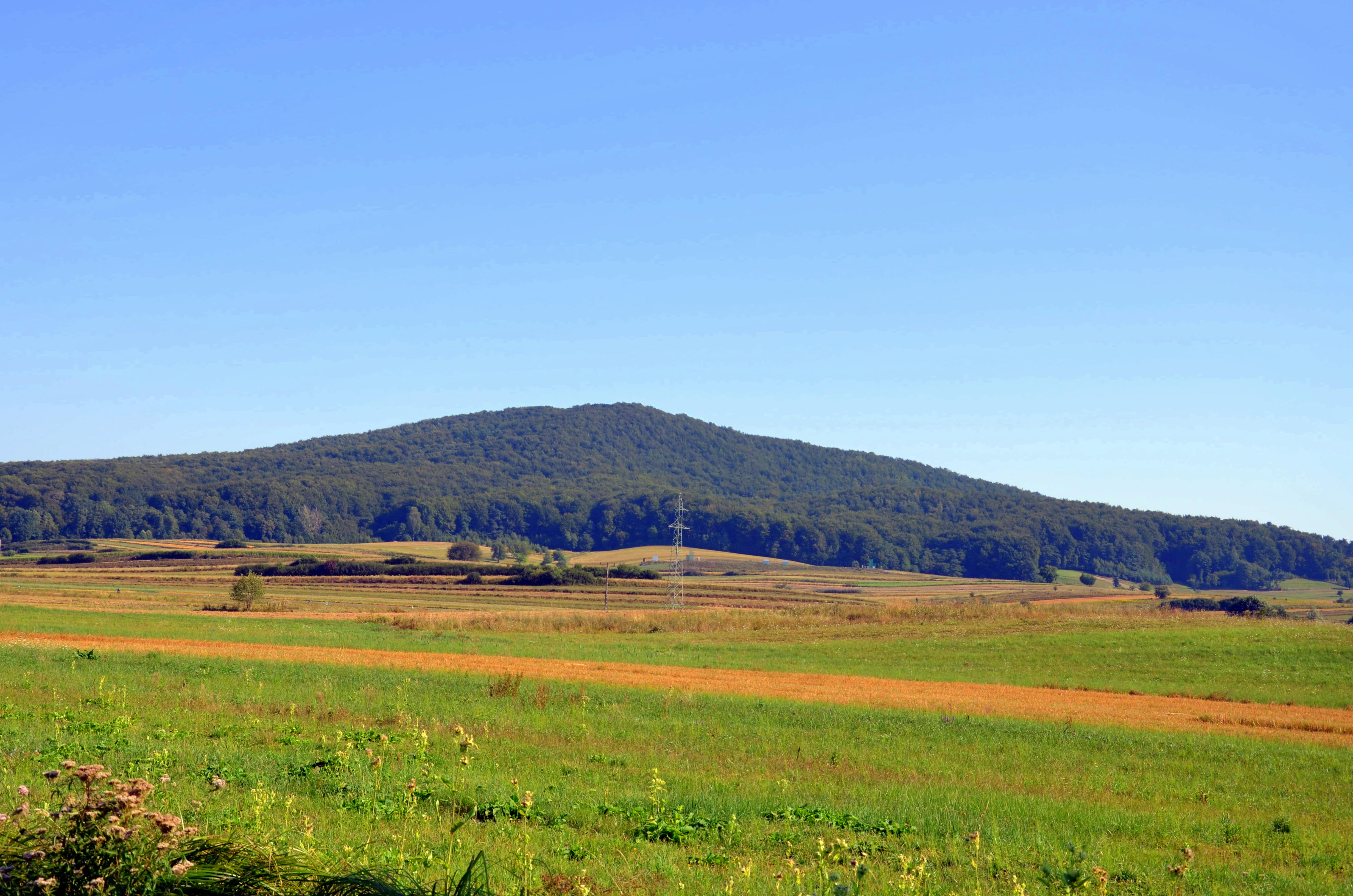
Wroczeń (2013)

Pamięć o Antoninie Bąk jest żywa wśród okolicznych mieszkańców Trepczy, gdzie zmarła i została pochowana na przykościelnym cmentarzu. Organizowane są spotkania związane z pamięcią o Polakach ratujących Żydów podczas II wojny światowej.
17 stycznia 1990 Instytut Jad Waszem uhonorował Antoninę Bąk medalem „Sprawiedliwy wśród Narodów Świata”.